# 비앙카 산토스
비앙카 산토스(Bianca Santos, 1990년 7월 26일 ~ )는 미국의 배우이다.